# George Francis FitzGerald
George Francis FitzGerald (3 de agosto de 1851 - 21 de febrero de 1901) fue un físico irlandés y profesor en el Trinity College de Dublín, a finales del siglo XIX. Es conocido por formular el fenómeno físico denominado Contracción de FitzGerald-Lorentz, posteriormente integrado en la Teoría de la Relatividad.

## Vida y obra
FitzGerald nació en el número 19 de Lower Mount Street en Dublín el 3 de agosto de 1851, hijo del reverendo William FitzGerald y de su esposa Anne Frances Stoney (hermana de George Johnstone Stoney y Bindon Blood Stoney). Profesor de Filosofía Moral en Trinity y vicario de St Anne's, Dawson Street, en el momento del nacimiento de su hijo, William FitzGerald fue consagrado Obispo de Cork, Cloyne y Ross en 1857 y trasladado a Killaloe y Clonfert en 1862. George regresó a Dublín e ingresó en la TCD como estudiante a la edad de 16 años, ganando una beca en 1870 y graduándose en 1871 en Matemáticas y Ciencias Experimentales. Se convirtió en miembro de Trinity en 1877 y pasó el resto de su carrera allí, convirtiéndose en profesor de Filosofía Natural y Experimental de Erasmus Smith en 1881.
Junto con Oliver Lodge, Oliver Heaviside y Heinrich Hertz, FitzGerald fue una de las principales figuras del grupo de simpatizantes de la ecuaciones de Maxwell que revisaron, ampliaron, aclararon y confirmaron las teorías matemáticas de James Clerk Maxwell sobre el campo electromagnético durante finales de la década de 1870 y la década de 1880.
En 1883, a partir de las ecuaciones de Maxwell, FitzGerald fue el primero en sugerir un dispositivo para producir corrientes eléctricas de rápida oscilación para generar ondas electromagnéticas, fenómeno cuya existencia fue demostrada experimentalmente por primera vez por el físico alemán Heinrich Hertz en 1888.
De todas formas, FitzGerald es conocido por su conjetura en 1889 de que todo cuerpo en movimiento es estrechado en la dirección de su movimiento. FitzGerald basó su idea en parte por la manera que las fuerzas eletromagnéticas eran afectadas por el movimiento; en particular, se aprovechó de las ecuaciones creadas un tiempo antes por su amigo Oliver Heaviside. El físico holandés Hendrik Lorentz cayó en una idea similar en 1892 y la desarrolló con una conexión más completa con su teoría de los electrones. La entonces llamada Contracción de FitzGerald-Lorentz más tarde se convirtió en una parte importante de la Teoría de la Relatividad Especial de Albert Einstein, publicada en 1905.
En 1883, fue nombrado como Miembro de la Royal Society.
En 1899, se le concedió una Medalla Real por sus investigaciones en física teórica. 
En 1900, fue nombrado miembro honorario de la Real Sociedad de Edimburgo.
FitzGerald sufrió muchos problemas digestivos durante gran parte de su corta vida. Llegó a estar muy enfermo por problemas estomacales. Murió en su casa en Dublín, poco después de una operación de una úlcera perforada el 21 de febrero de 1901. Está enterrado en el Cementerio de Mount Jerome.

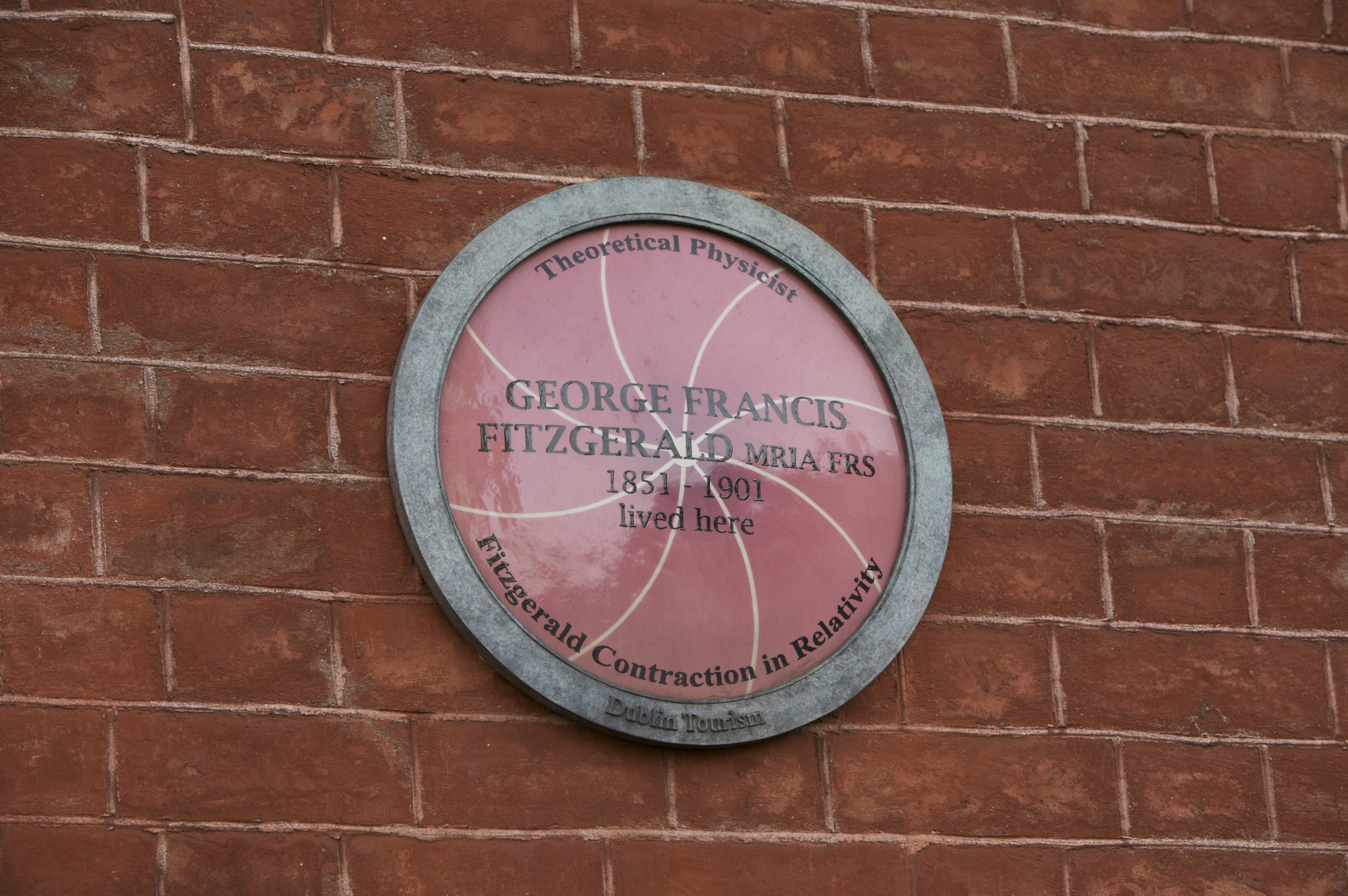
Placa en el número 7 de Ely Place, Dublín, donde vivió FitzGerald.

## Familia
FitzGerald se casó, el 21 de diciembre de 1885, con Harriette Mary, hija del reverendo John Hewitt Jellett, Provoste del Trinity College, Dublin y Dorothea Morris Morgan. Tuvo ocho hijos con ella, tres varones y cinco mujeres.
FitzGerald era sobrino de George Johnstone Stoney, el físico irlandés que acuñó el término "electrón". Tras el descubrimiento de las partículas por J. J. Thomson y Walter Kaufmann en 1896, FitzGerald fue quien propuso llamarlas electrones. FitzGerald era también sobrino de Bindon Blood Stoney, un eminente ingeniero irlandés. Su prima era Edith Anne Stoney, una mujer pionera en la física médica.

## Contracción de la longitud
FitzGerald es más conocido por su conjetura en su breve carta al editor de Science en la que indica que si todos los objetos en movimiento estuvieran escorzados en la dirección de su movimiento, esto explicaría los curiosos resultados nulos del experimento de Michelson y Morley. FitzGerald basó esta idea en parte en la forma en que se sabía que las fuerzas electromagnéticas se veían afectadas por el movimiento. En particular, FitzGerald utilizó algunas ecuaciones que habían sido derivadas poco antes por su amigo el ingeniero eléctrico Oliver Heaviside. El físico holandés Hendrik Lorentz dio con una idea muy similar en 1892 y la desarrolló de forma más completa en las transformaciones de Lorentz, en relación con su teoría de los electrones.
La hipótesis de la contracción de Lorentz-FitzGerald (o contracción de FitzGerald-Lorentz) se convirtió en una parte esencial de la Teoría Especial de la Relatividad, que Albert Einstein la publicó en 1905. Demostró la naturaleza cinemática de este efecto, derivándolo del principio de relatividad y de la constancia de la velocidad de la luz.

## Experimentos de vuelo

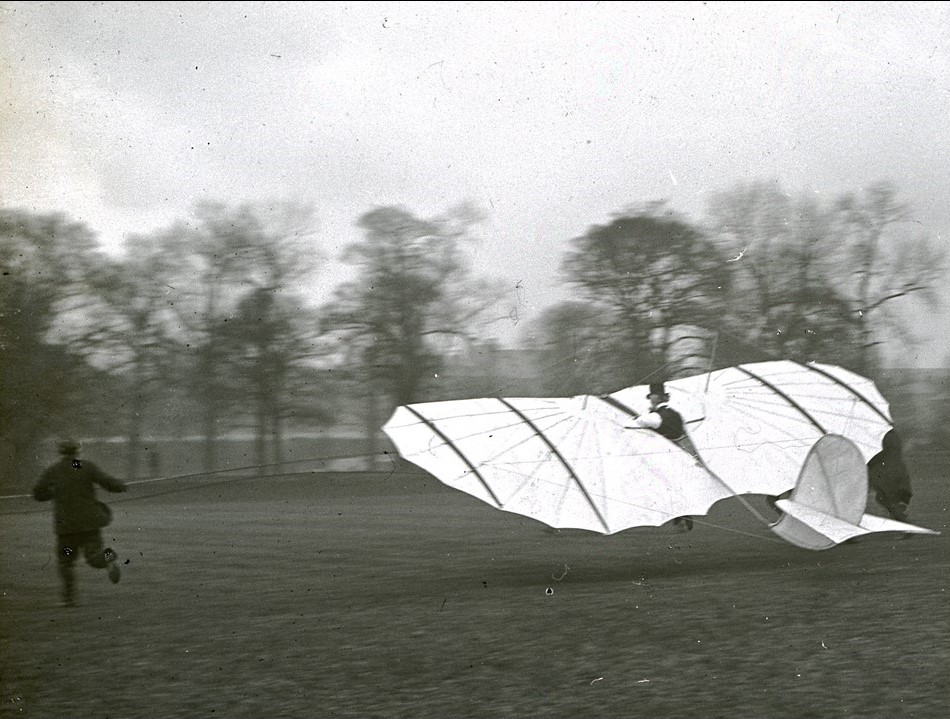
George Francis Fitzgerald volando en el College Park en 1895.

FitzGerald, al igual que otros a finales del siglo XIX, se obsesionó con el deseo de volar. Sus intentos en College Park, Dublín, en 1895, involucraron a un gran número de estudiantes que tiraban de cuerdas de remolque unidas al planeador de Lilienthal, y atrajeron la atención de la gente de Dublín, más allá de las barandillas de Nassau Street. FitzGerald se quitó el abrigo en estas ocasiones, pero conservó su sombrero de copa, que era el accesorio normal para un becario en aquella época.
Los experimentos no se vieron coronados por el éxito y finalmente se abandonaron. La máquina voladora estuvo colgada durante muchos años en el edificio del museo hasta que un estudiante de ingeniería ocioso aplicó una cerilla a la cuerda de la que colgaba. La llama recorrió la cuerda y consumió el planeador ante los impotentes espectadores.

## Reconocimientos
- El cráter lunar FitzGerald lleva este nombre en su honor.